# Max Llovera
Max Llovera González-Adrio (Andorra la Vieja, Andorra, 8 de enero de 1997) es un futbolista andorrano que juega en la posición de defensa en el C. P. San Cristóbal de la Tercera Federación.

## Selección nacional
Fue internacional con la selección de Andorra en 81 ocasiones anotando un gol.

### Goles como internacional
Actualizado el 8 de septiembre de 2021.
| #  | Fecha                   | Local                           | Oponente | Gol | Resultado | Competición                                          |
| -- | ----------------------- | ------------------------------- | -------- | --- | --------- | ---------------------------------------------------- |
| 1. | 8 de septiembre de 2021 | Puskás Aréna, Budapest, Hungría | Hungría  | 2-1 | 2-1       | Clasificación para la Copa Mundial de Fútbol de 2022 |

## Clubes
| Club                     | País   | Año       |
| ------------------------ | ------ | --------- |
| Club Lleida Esportiu "B" | España | 2015-2016 |
| Club Lleida Esportiu     | España | 2016-2018 |
| U. A. Horta (cedido)     | España | 2018      |
| F. C. Santboià           | España | 2019      |
| E. C. Granollers         | España | 2019-2021 |
| C. P. San Cristóbal      | España | 2021-     |